# Lista de membros da Royal Society eleitos em 2007
Esta é uma lista de Membros da Royal Society eleitos em 2007.

## Fellows
- William Bradshaw Amos
- Peter Barnes
- Gillian Bates
- Samuel Berkovic
- Michael Bickle
- Jeremy Bloxham
- David Boger
- Peter Bruce
- Michael Cates
- Geoffrey Cloke
- Richard John Cogdell
- Stewart Thomas Cole
- George Coupland
- George Ellis
- Barry Everitt
- Andre Geim
- Siamon Gordon
- Barbara Rosemary Grant
- Grahame Hardie
- William Anthony Harris
- Nicholas Higham
- Anthony Hyman
- Anthony James Kinloch
- Richard Leakey
- Malcolm Harris Levitt
- Ottoline Leyser
- Paul Linden
- Peter Littlewood
- Ravinder Nath Maini
- Robert Mair
- Michael Henry Malim
- Andrew Paul McMahon
- Edward Richard Moxon
- John Andrew Peacock
- Edwin Perkins
- Stephen Bailey Pope
- Daniela Rhodes
- Morgan Hwa-Tze Sheng
- David Colin Sherrington
- Terence Tao
- Veronica van Heyningen
- David Lee Wark
- Trevor Wooley
- Andrew Zisserman

## Foreign Members
- Wallace Smith Broecker
- James Watson Cronin
- Stanley Falkow
- Tom Fenchel
- Jeremiah Paul Ostriker
- Michael Rabin
- Gerald Mayer Rubin
- Peter Guy Wolynes

## Honorary Fellows
- Onora O'Neill